# Wolfgang Wosolsobe
Wolfgang Wosolsobe, né le 7 août 1955 à Vienne et mort le 21 septembre 2018, est un ancien lieutenant-général autrichien. Il a été chef de la représentation militaire autrichienne à Bruxelles de 2007 à 2012, avec le grade de général de corps d'armée, et directeur général de l'état-major de l'Union européenne du 28 mai 2013 à mai 2016.

## Biographie
Wolfgang Wosolsobe est né le 7 août 1955 à Vienne. Il obtient un diplôme du gymnasium de la Stiftung Theresianische Akademie. 

### Carrière dans les forces armées autrichiennes
Il rejoint les forces armées autrichiennes en 1973 et est déployé comme lieutenant en 1977. Après avoir servi en tant que commandant de peloton et de compagnie, il obtient un poste de commandant de peloton à la Theresianische Militärakademie à partir de 1980.
Après sa promotion au grade de premier lieutenant, il suit une formation d'état-major général à l'Académie de défense nationale de 1982 à 1985 et a été chef de service au département de la planification militaire globale du ministère de la défense de 1986 à 1987 avec le grade de capitaine.
En 1987, il participe en tant que major aux Cours français d'état-major. De 1991 à 1992, il est transféré à la mission autrichienne de l'ONU à Genève en tant que conseiller militaire puis, de 1992 à 1997, il est attaché de défense à Paris. Après ce poste, il a été commandant du centre de formation Jagdkampf. En 1998, il est nommé chef adjoint de la division de la politique militaire du ministère de la défense. Un an plus tard, il devient chef de ce département et en 2001, il est promu brigadier.
En février 2006, Wolfgang Wosolsobe devient chef de la direction de politique de sécurité au sein du ministère de la défense. Il occupe ce poste jusqu'en février 2007, date à laquelle il prend la tête de la représentation militaire autrichienne à Bruxelles avec le grade de général de division.

### Directeur général de l'état-major de l'Union européenne
Le 24 avril 2012, Wosolsobe a été nommé au poste de chef d'état-major de l'Union européenne (EMUE), devant succéder à Ton van Osch lors de sa prise de fonction. En mars 2013, il est promu au grade de lieutenant général, juste avant le début de son mandat comme directeur général de l'EMUE en mai 2013. 
Durant son mandat, il supervise notamment les opératons européennes EUNAVFOR Atalanta et EUTM Mali. 
Il est notamment critiqué par les députés européens - dont Javier Nart - lors d'une audition organisée le 22 septembre 2015 en sous-commission sécurité et défense à propos de l'état des lieux des missions et opérations de l'Union européenne, en considérant notamment que la situation sécuritaire au Mali avait été stabilisé bien que le nord du pays n'était pas encore sous le contrôle du gouvernement malien d'alors.
Son mandat prend fin en 2016, il est remplacé par Esa Pulkkinen.

### Retraite et décès
En 2016, à la fin de son mandat, il devient Secrétaire général du Centre franco-autrichien,.
Wolfgang Wosolsobe meurt le 21 septembre 2018.

## Vie privée
Marié, il a quatre enfants.

## Décorations
- 1997 : Chevalier d'or de l'ordre du Mérite autrichien pour service rendu à l'Autriche ;
- 2004 : Officier de l'ordre du Mérite autrichien pour service rendu à l'Autriche[7] ;
- 2006 :  Officier de la Légion d'honneur (France) pour services rendus aux relations franco-autrichiennes[3].